# Vanessa Mai
Vanessa Mai, właśc. Vanessa Marija Else Ferber z d. Mandekič (ur. 2 maja 1992 w Backnang) – niemiecka piosenkarka. Była wokalistka zespołu Wolkenfrei (2012-2015, ponownie od 2023). Po rozpadzie zespołu występuje jako artystka solowa.

## Życiorys
Ojciec Vanessy Mai jest Chorwatem, matka zaś Niemką. Mai przyuczała się do zawodu projektanta mediów cyfrowych i drukowanych (Mediengestalter Digital und Print). Przygodę jako piosenkarka rozpoczęła w musicialu szkolnym Czarnoksiężnik z Krainy Oz. W 2008 roku, mając 16 lat, była częścią formacji tanecznej Getting Craz’d (formacja hiphopowa) i wyjechała z nią m.in. do Las Vegas, gdzie zajęła ostatnie miejsce. Od 2013 roku jej menadżerem jest Andreas Ferber, przybrany syn Andrei Berg. W 2016 roku się zaręczyli. W czerwcu 2017 para pobrała się. Jej pseudonim artystyczny (konkretniej jej nazwisko sceniczne – Mai) wywodzi się od miesiąca, w którym się urodziła.

## Kariera muzyczna

### Wolkenfrei (2012-2015, ponownie od 2023)
Vanessa Mai w 2012 weszła w skład zespołu Wolkenfrei, po opuszczeniu go przez Heike Wanner, która zaczęła miewać problemy zdrowotne. Oprócz Mai, w zespole, do czasu rozwiązania zespołu w 2015 roku, występowali Marc Fischer oraz Stefan Kinski. To z Wolkenfrei Vanessa święciła największe sukcesy z takimi przebojami jak: Wolke 7, Wachgeküsst czy Ich versprech Dir nichts und gib Dir alles. W czasie istnienia zespołu, w którym występowała Mai, wydano albumy takie jak: Endlos Verliebt, Wachgeküsst. W 2022 roku zapowiedziano powrót zespołu. 03 lutego 2023r. wydana została nowa piosenka zespołu pt. Uns gehört die Welt.

### Kariera solowa (od 2016)

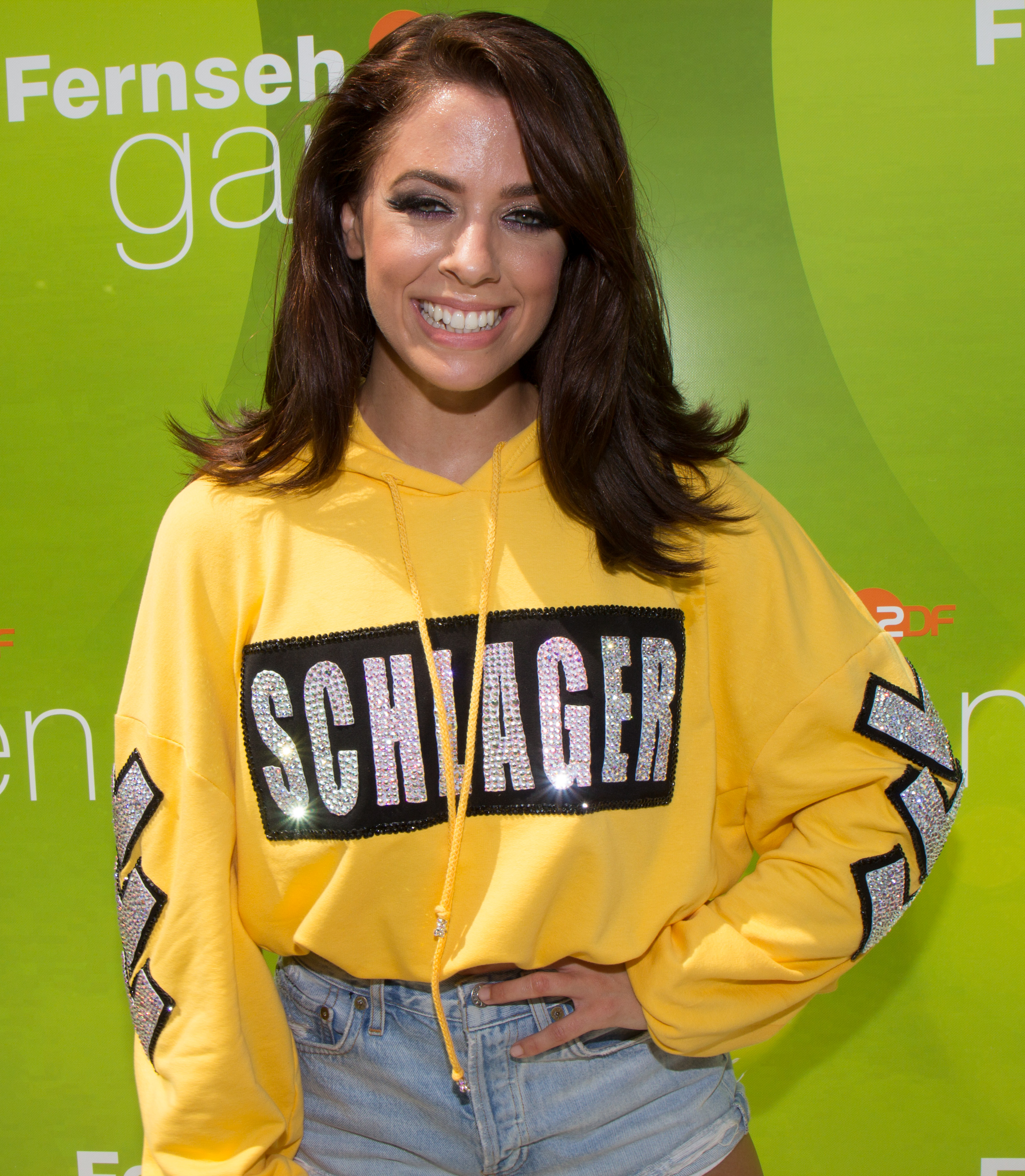
Vanessa Mai (2018)

Po rozwiązaniu zespołu, Vanessa Mai rozpoczęła karierę solową. Jej talent odkrył znany niemiecki piosenkarz, Dieter Bohlen (kompozytor i producent zespołu Modern Talking) i to on właśnie pisze teksty do jej piosenek. Album Für dich to kolejny, trzeci już album w dotychczasowej karierze Vanessy Mai. 6 stycznia 2017 wydano album Für Dich – Live aus Berlin, który jest relacją z koncertu Vanessy Mai, który odbył się 10 października 2016 roku w berlińskim Tempodromie.

## Inna aktywność
Vanessa Mai w 2015 roku została twarzą kampanii Mein Herz Schlägt Schlager. Z tego też tytułu zaśpiewała piosenkę Mein Herz Schlägt Schlager, która ogłoszona została piosenką kampanii firmy muzycznej Ariola (Mein Herz Schlägt Schlager). W 2016 roku wraz z Dieterem Bohlenem, niemiecką piosenkarką Michelle oraz wokalistą zespołu Scooter – H.P. Baxxterem weszła w skład jury w 13 edycji niemieckiego odpowiednika polskiego Idola – Deutschland sucht den Superstar.

## Wybrana dyskografia
- Endlos Verliebt (2014)
- Wachgeküsst (2015)
- Für dich (2016)
- Für dich – Live aus Berlin (2017)
- Regenbogen (2017)
- Schlager (2018)
- Für immer (2020)
- Mai Tai (2021)
- Metamorphose (2022)[15]
- Hotel Tropicana(inne języki) (2023)[16]
- Matrix(inne języki) (2024)[17]